# Pixel Fold
O Pixel Fold é um smartphone dobrável com Android projetado, desenvolvido e comercializado pelo Google como parte da linha de produtos Google Pixel. Foi anunciado oficialmente em 10 de maio de 2023, na palestra anual do Google I/O, e foi lançado nos Estados Unidos em 28 de junho. A recepção foi mista, com muitos críticos elogiando as câmeras do telemóvel e o design geral, mas criticando o preço, durabilidade, peso e exibição interna.

## História
Em maio de 2019, o então líder de produto Pixel, Mario Queiroz, revelou que um smartphone dobrável estava em desenvolvimento inicial na divisão de hardware do Google. No entanto, a empresa não tinha planos imediatos de lançar o referido telefone no mercado. A empresa já havia registrado uma patente para uma tela dobrável desconhecida em março. Em agosto de 2020, um Pixel dobrável com Android estava em desenvolvimento ativo, com o codinome "Passport" e uma data de lançamento planejada para o final de 2021. Isso foi adiado para 2022 em novembro de 2021, com o dispositivo agora com o codinome "Pipit". Pouco tempo depois, o Google abandonou seus planos para um Pixel dobrável devido ao aumento da concorrência de outros fabricantes de smartphones, antes de reiniciar a produção em janeiro de 2022. O 9to5Google relatou "Pixel Notepad" como um nome potencial para o dispositivo, com "Pixel Logbook" sendo considerado anteriormente. Em setembro de 2022, o The New York Times relatou que o Google estava "explorando" um telefone dobrável com data de lançamento prevista para 2023; a essa altura, o Google estava trabalhando na terceira iteração do Pixel dobrável, agora com o codinome "Felix". O designer do Google, Ivy Ross, explicou mais tarde que o Google adiou o lançamento do dobrável por tanto tempo porque sentiu que os modelos de protótipo não eram "bons o suficiente ainda".
A CNBC relatou que o nome do dispositivo era "Pixel Fold" em abril de 2023, afirmando que seria semelhante à série Galaxy Z Fold da Samsung em termos de especificações e preços. O telefone foi relatado para ser alimentado pelo sistema Tensor de segunda geração em um chip e ser a entrada mais cara na linha Pixel do Google até agora. O dispositivo foi aprovado pela Comissão Federal de Comunicações em maio, antes de seu lançamento iminente. Em 4 de maio, o Google confirmou a existência do dispositivo nas mídias sociais, revelando seu design completo e provocando um anúncio na próxima palestra do Google I/O. A empresa revelou o Pixel Fold na I/O em 10 de maio, com pré-encomendas disponíveis imediatamente na Google Store online. Com o lançamento do Fold, a Apple se tornou a única grande marca de smartphone sem uma oferta dobrável. Outras operadoras sem fio começaram a pré-encomendas no final de junho. tornou-se disponível em quatro países em 28 de junho. Dias após receberem seus aparelhos, muitos compradores relataram que suas telas haviam quebrado.

## Especificações

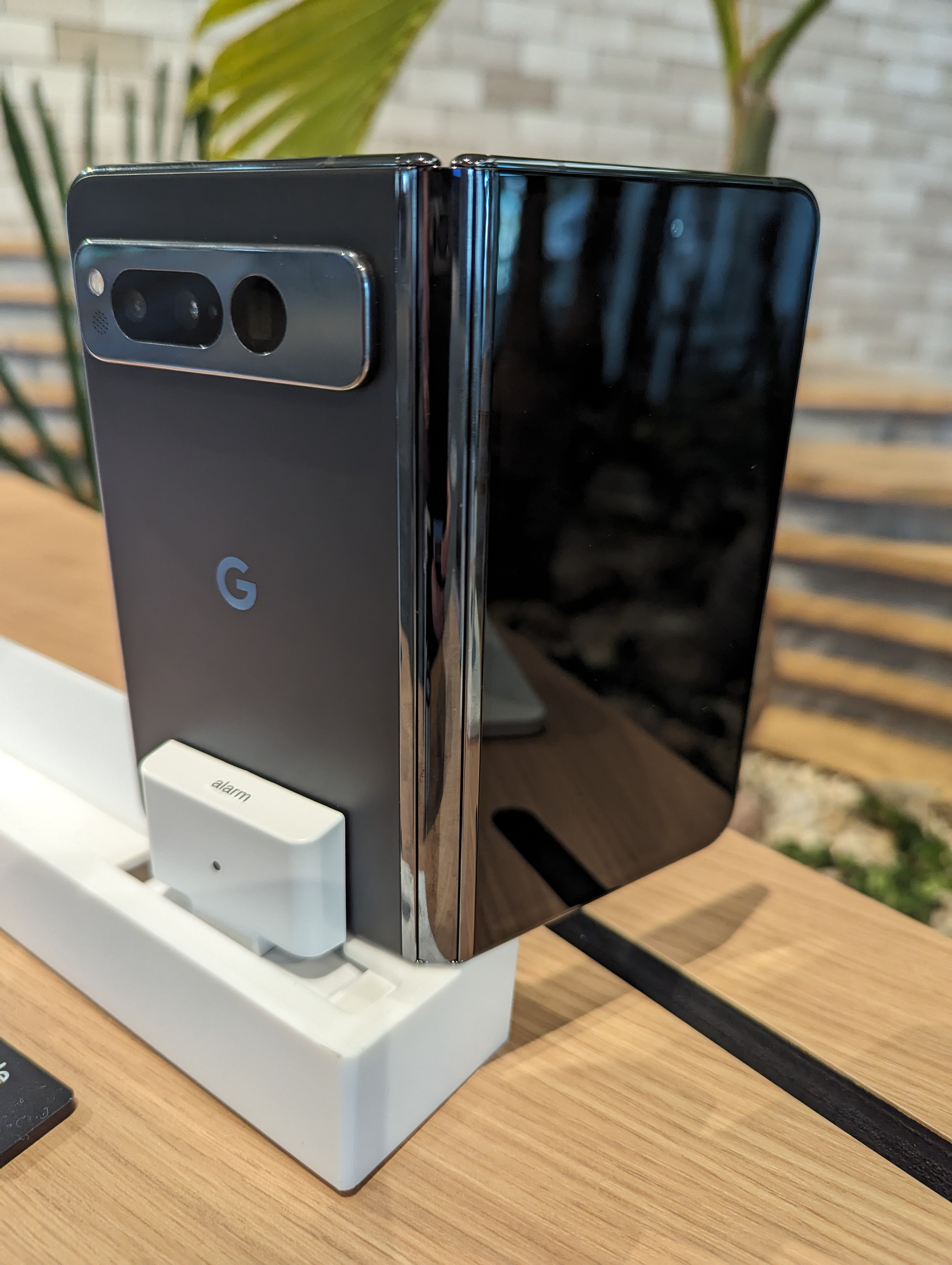
Pixel Fold

### Hardware
O Pixel Fold tem uma tela de 5,8 pol. (146,7 mm), que se abre verticalmente para revelar uma tela de 7,6 pol. (192,3 mm). No lançamento, era o smartphone Pixel mais curto e largo e o smartphone dobrável mais fino do mercado. A tela externa é de ponta a ponta, semelhante a smartphones comuns, enquanto a tela interna possui molduras pretas finas. Ambos os monitores têm uma taxa de atualização variável de 120 Hz, enquanto o tamanho da bateria do telefone de 4821 mAh é o maior entre os dobráveis nos EUA. Está disponível em 256 ou 512 GB de armazenamento e 12 GB de RAM.